# حصن آل بن مهري (سيئون)

تعديل مصدري - تعديل

حصن آل بن مهري هي إحدى قرى عزلة سيئون بمديرية سيئون التابعة لمحافظة حضرموت، بلغ تعداد سكانها 435 نسمة حسب تعداد اليمن لعام 2004.